# Nigina Abduraimova
Nigina Abduraimova (en uzbeko: Нигина Абдураимова; nació el 7 de julio de 1994 en Taskent) es una jugadora de tenis profesional Uzbekistán.
Abduraimova ha ganado dos individuales y siete títulos de dobles en el ITF gira en su carrera. El 29 de septiembre de 2014, alcanzó sus mejor ranking el cual fue la número 144 del mundo. El 7 de noviembre de 2011, alcanzó el puesto número 192 del mundo en el ranking de dobles.
Al 18 de septiembre de 2024 se encuentra en el puesto 307 del Ranking WTA.